# Hydraecia grisea
Hydraecia grisea är en fjärilsart som beskrevs av Tutt 1891. Hydraecia grisea ingår i släktet Hydraecia och familjen nattflyn. Inga underarter finns listade i Catalogue of Life.